# Fernando Fernández (football, 1992)
Pour les articles homonymes, voir Fernando Fernández.
Fernando Fernández, né le 8 janvier 1992 à Capiatá au Paraguay, est un footballeur paraguayen. Il joue au poste d'avant centre pour le Club Guaraní.

## Biographie
Fernando Fernandez commence tout petit à jouer au foot, avant de jouer plus tard au club Martín Ledesma, l'équipe de sa ville natale. À l'âge de 13 ans, il arrive au Club Guaraní, en passant par chacune des catégories de jeunes avant de faire ses débuts en première division en 2013. Il montre déjà ses qualités de buteur, inscrivant 5 buts en 6 matchs.
Lors de la saison suivante, Fernández inscrit 32 buts tout au long de la saison, et bat le record de José Vinsac, qui en 1940 avait marqué 30 fois. Il n'est néanmoins pas le détenteur du record, puisqu'il est surpassé par Flaminio Fade, qui en 1940 a fait trembler les filets 34 fois en une seule année.
Lors du Tournoi d'ouverture, il marque 14 buts, et dans le Tournoi de clôture, il inscrit 17 buts. Il marque également son premier but en Copa Libertadores cette même saison, contre l'Universidad de Chile.
Grâce à cette superbe saison, il devient l'un des plus gros espoirs du pays, et reçoit de nombreuses distinctions individuelles, comme l'attribution du titre de meilleur footballeur paraguayen de la saison donné par des journalistes du quotidien ABC Color,.
Le 13 mai 2015, Fernández est l'auteur d'un but historique pour Guaraní, puisqu'il offre la victoire 1 à 0 de son équipe, sur le terrain des Corinthians, ce qui permet aux paraguayens d'atteindre les quarts de finale de la Copa Libertadores 2015. Il ne joue qu'une trentaine de minutes lors des quarts, et ne pèse pas beaucoup lors de la qualification historique des paraguayens contre le Racing Club. Lors des demi-finales contre River Plate, il rentre en jeu à la 77e lors du match aller en Argentine, et ne peut empêcher la défaite de son équipe 2 buts à 0. Lors du match retour, il inscrit l'unique but de la rencontre, ce qui est néanmoins insuffisant pour se qualifier.
Fin décembre 2015, il est engagé par le club mexicain des Tigres.

## Statistiques
| Club                  | Division | Saison | Championnat | Championnat | Coupe nationale | Coupe nationale | Coupe internationale | Coupe internationale |    | Total  | Total |
| Club                  | Division | Saison | Matchs      | Buts        | Matchs          | Buts            | Matchs               | Buts                 |    | Matchs | Buts  |
| --------------------- | -------- | ------ | ----------- | ----------- | --------------- | --------------- | -------------------- | -------------------- | -- | ------ | ----- |
| Club Guaraní Paraguay |          |        |             |             |                 |                 |                      |                      |    |        |       |
| Div. 1                | 2013     | 6      | 5           | -           | -               | 0               | 0                    |                      | 6  | 5      |       |
| Div. 1                | 2014     | 43     | 31          | -           | -               | 2               | 1                    |                      | 45 | 32     |       |
| Div. 1                | 2015     | 37     | 26          | -           | -               | 9               | 4                    |                      | 46 | 30     |       |
| Total                 | Total    | 86     | 62          | 0           | 0               | 11              | 5                    |                      | 97 | 67     |       |
| Total                 | Total    | Total  | 86          | 62          | 0               | 0               | 11                   | 5                    |    | 97     | 67    |

## Palmarès

### Distinctions individuelles
| Distinction                                        | Attribuée par                             | Année |
| -------------------------------------------------- | ----------------------------------------- | ----- |
| Le meilleur dans sa discipline sportive            | Le Paraguay Événements et Emprendimientos | 2014  |
| Footballeur Paraguayen de l'Année                  | Le Quotidien ABC Color                    | 2014  |
| Meilleur buteur du Tournoi de clôture du Paraguay  | Championnat du Paraguay                   | 2014  |
| Meilleur Buteur du Tournoi d'ouverture du Paraguay | Championnat du Paraguay                   | 2015  |